# Auvers-sur-Oise
Auvers-sur-Oise ist eine französische Gemeinde mit 6820 Einwohnern (Stand 1. Januar 2022) im Département Val-d’Oise in der Region Île-de-France.

## Geografie
Der Ort liegt 35 Kilometer nordwestlich des Stadtzentrums von Paris am rechten Ufer der Oise zwischen Pontoise und Butry-sur-Oise. Das Gemeindegebiet gehört zum Regionalen Naturpark Vexin français.

## Verkehr
Auvers-sur-Oise liegt an der Bahnlinie Pontoise – Persan-Beaumont – Creil

## Geschichte

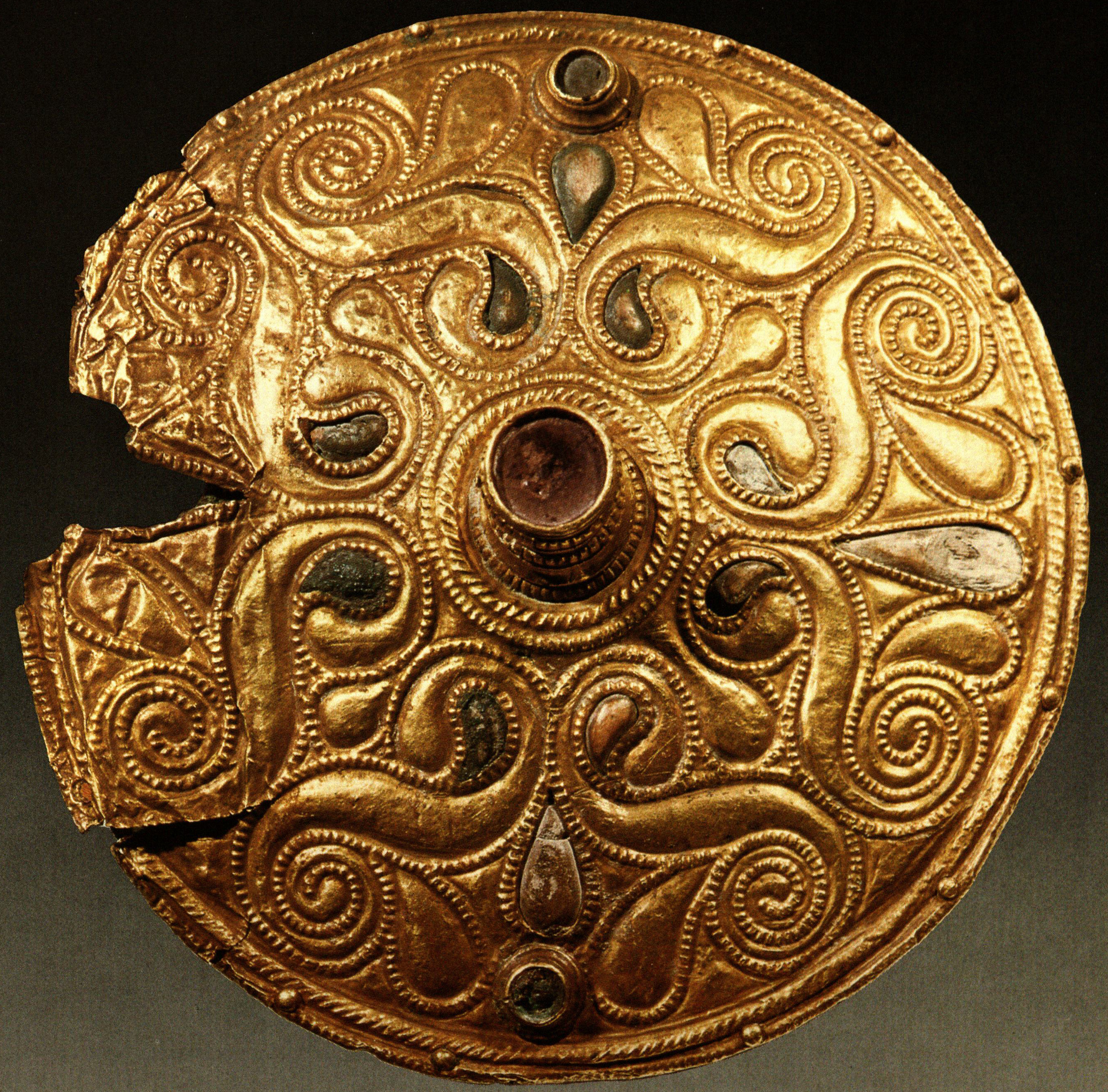
Keltische Goldscheibe von Auvers-sur-Oise

Ursprünge der Besiedlung von Auvers lassen sich durch entsprechende Bodenfunde bis in die Bronzezeit belegen. Seit keltisch-römischer Zeit gab es eine Brücke über die Oise, welche das benachbarte Pontoise mit der Region von Beaumont-les-Nonains verband. Um 885 zerstörten die Normannen die Brücke, plünderten Auvers und vertrieben die Einwohner.
Philippe, der älteste Sohn von König Ludwig VI., kam 1131 in der Nähe von Auvers bei einem Reitunfall zu Tode. Zur Erinnerung ließ der König in Auvers eine Kapelle errichten. Ende des 13. Jahrhunderts gab es mit Saint Martin und Saint Nicolas zwei Kirchen in Auvers, die jedoch heute nicht mehr existieren.
Während des Hundertjährigen Krieges bedrohten 1356 die Engländer erstmals die Gegend von Auvers. 1441 floh ein Großteil der Bevölkerung, als das Land von umherziehenden Truppen verwüstet wurde. In der Zeit der Hugenottenkriege kam es durch deutsche Söldner erneut zu Plünderungen und Zerstörungen im Gebiet von Auvers. Ende des 16. Jahrhunderts war die Bevölkerung um zwei Drittel zurückgegangen. Erst vierzig Jahre später konnte die alte Bevölkerungszahl wieder erreicht werden. 1633 erwarb der italienische Bankier Lioni Grundbesitz in Auvers, um an dieser Stelle ein Schloss zu erbauen. In den Jahren 1648, 1651, 1658 und 1757 wurde das Gebiet von großen Überschwemmungen betroffen.
Am 14. Juni 1846 erfolgte der Anschluss an das Eisenbahnnetz und am 16. November 1862 fand die Einweihung des heutigen Rathauses statt. Während des Deutsch-Französischen Krieges ließ man am 14. September 1870 die Straßen- und Eisenbahnbrücken sprengen, um den deutschen Vormarsch zu stoppen.

## Sehenswürdigkeiten
Zu den Sehenswürdigkeiten in Auvers gehören die bekannten Motive, welche Vincent van Gogh gemalt hat. Neben der romanischen Kirche Notre-Dame-de-l’Assomption (12. Jahrhundert) und dem Rathaus sind auch das Haus des Doktors Gachet sowie die L’Auberge Ravoux erhalten, in der van Gogh gestorben ist. Sein Grab und das Grab seines Bruders Theo befinden sich auf dem örtlichen Friedhof, nordöstlich der Kirche. Die schlichten Gräber liegen direkt an der nördlichen Friedhofsmauer. Im Schloss von Auvers ist heute eine Ausstellung über die Maler des Impressionismus untergebracht. Der Kulturgeschichte des Absinthe ist in Auvers ein weiteres kleines Museum gewidmet.
Siehe auch: Liste der Monuments historiques in Auvers-sur-Oise

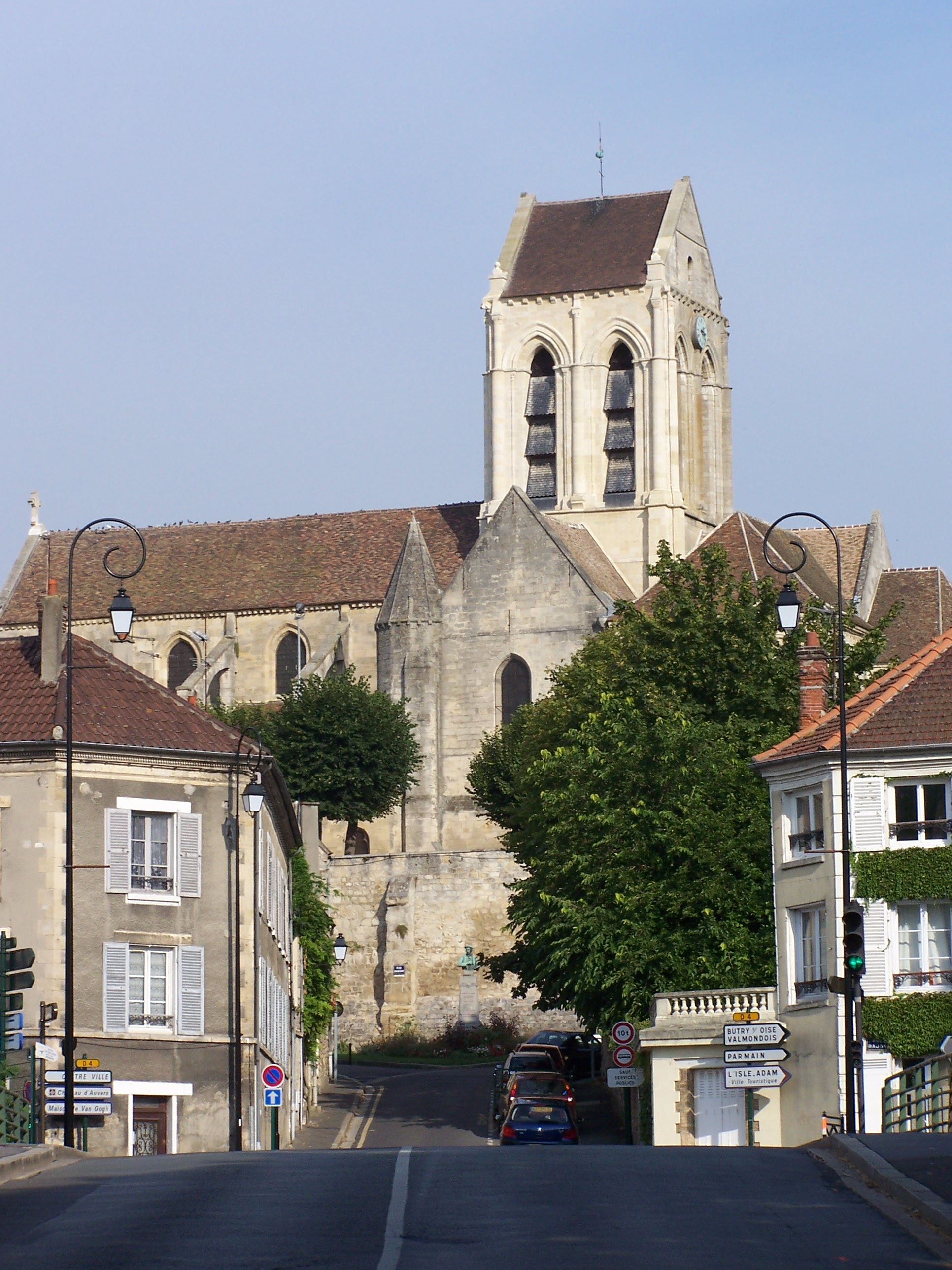
Pfarrkirche Notre-Dame-de-l'Assomption
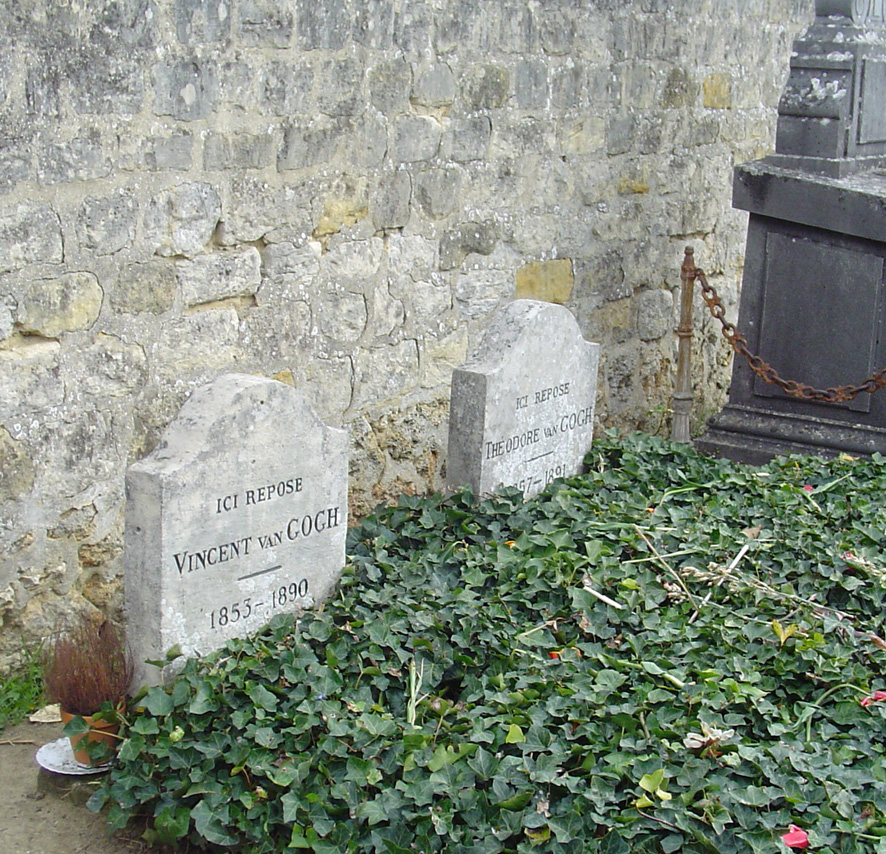
Gräber von Vincent Van Gogh und seinem Bruder Theo
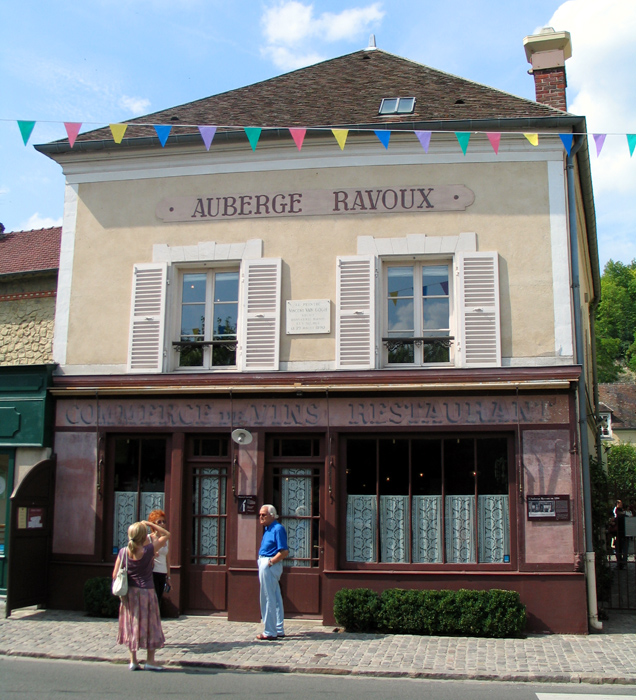
Gasthaus L’Auberge Ravoux

## Künstler in Auvers
Nach dem Anschluss an das Eisenbahnnetz kamen viele Pariser zu Landausflügen und Bootstouren vom Bahnhof Saint-Lazare aus in das Tal der Oise. Neben den Schriftstellern Jacques-Henri Bernardin de Saint-Pierre und Alphonse de Lamartine war es der Maler Charles-François Daubigny, der Anfang der 1860er Jahre Motive in der Landschaft von Auvers suchte. Zu diesem Zweck ließ er sich ein Atelierboot bauen, um vom Fluss aus die Umgebung zu malen. Ihm folgten später Cézanne und Pissarro, welche mit dem im Ort wohnenden Paul Gachet befreundet waren. Der Kunsthändler Theo van Gogh brachte 1890 seinen Bruder Vincent zu Gachet. Vincent van Gogh wohnte nur 70 Tage im Gasthaus L’Auberge Ravoux, bevor er sich am 27. Juli in die Brust schoss. Er starb zwei Tage später an seinen Verletzungen und wurde auf dem Friedhof von Auvers bestattet. In der kurzen Zeit seines Aufenthaltes in Auvers entstanden 70 Gemälde. Heute erinnert eine Skulptur des Bildhauers Ossip Zadkine an Vincent van Gogh. Zu den Künstlern, die in der Folgezeit nach Auvers kamen, gehören Henri Rousseau, Maximilien Luce, Maurice de Vlaminck sowie Otto Freundlich und seine Lebensgefährtin Jeanne Kosnick-Kloss, die auch auf dem örtlichen Friedhof beigesetzt ist. Ebenfalls hier beigesetzt ist der Künstler Corneille.

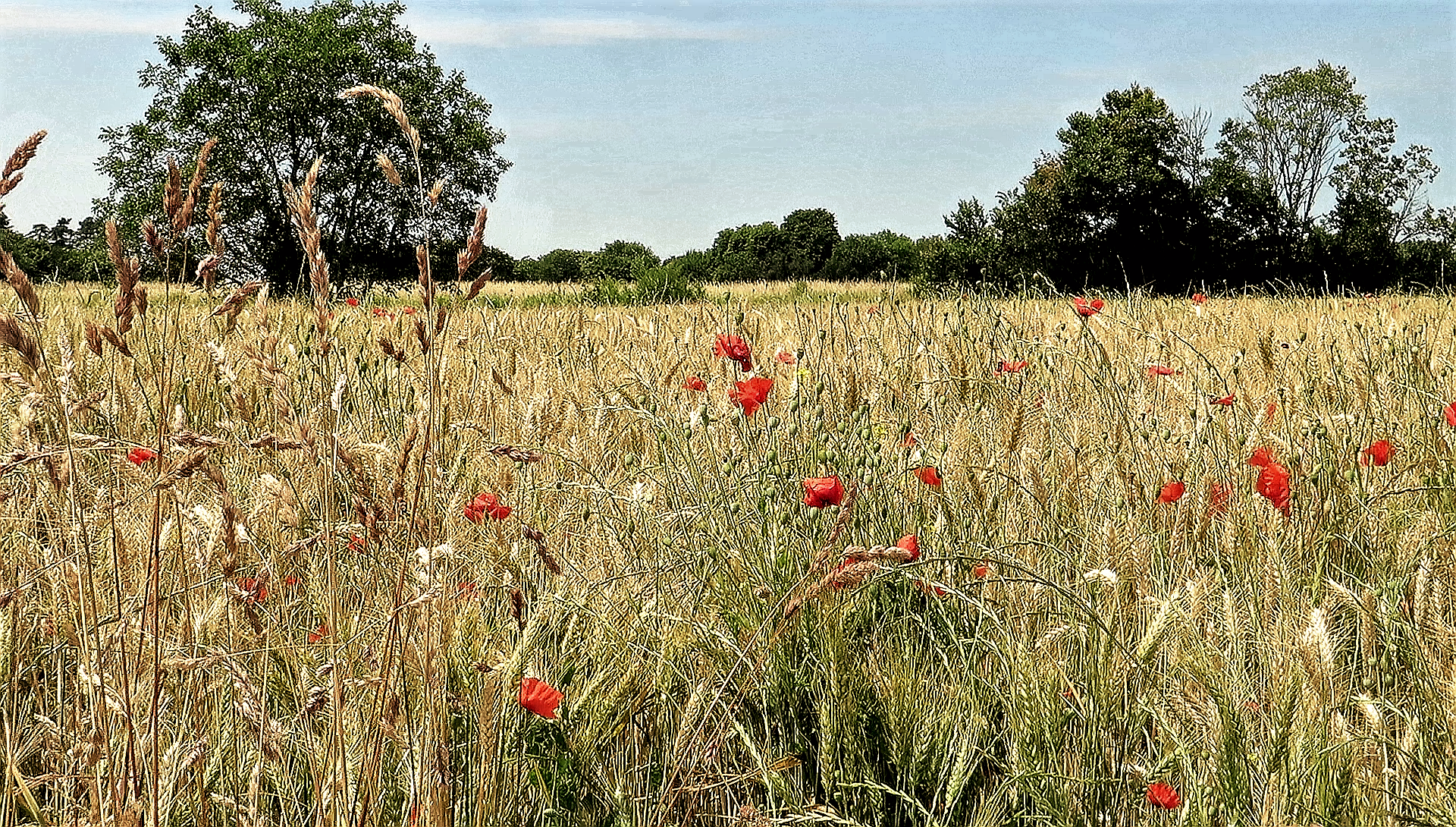
Kornfeld am Ortsrand von Auvers

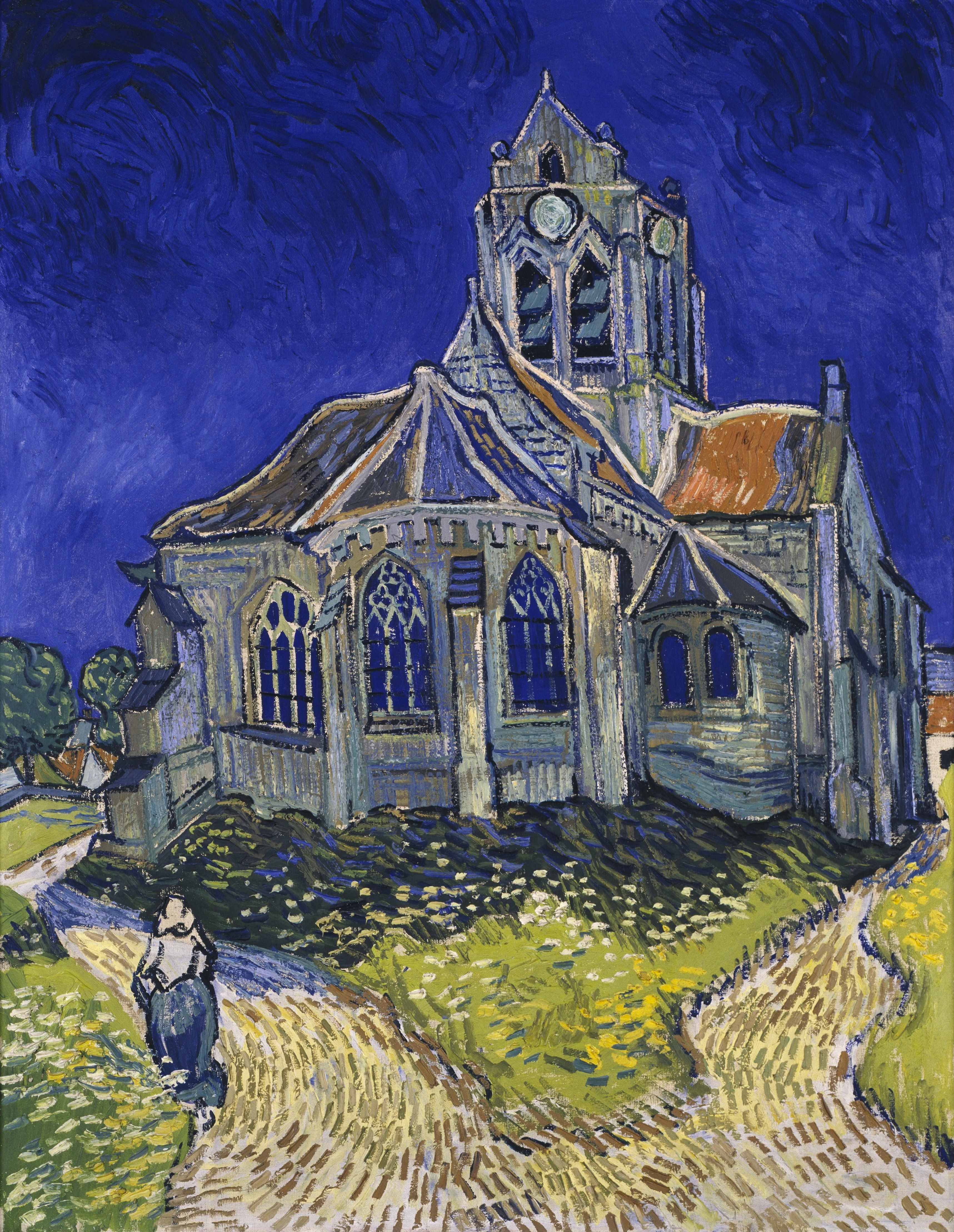
Die Kirche von Auvers (Vincent van Gogh, 1890)
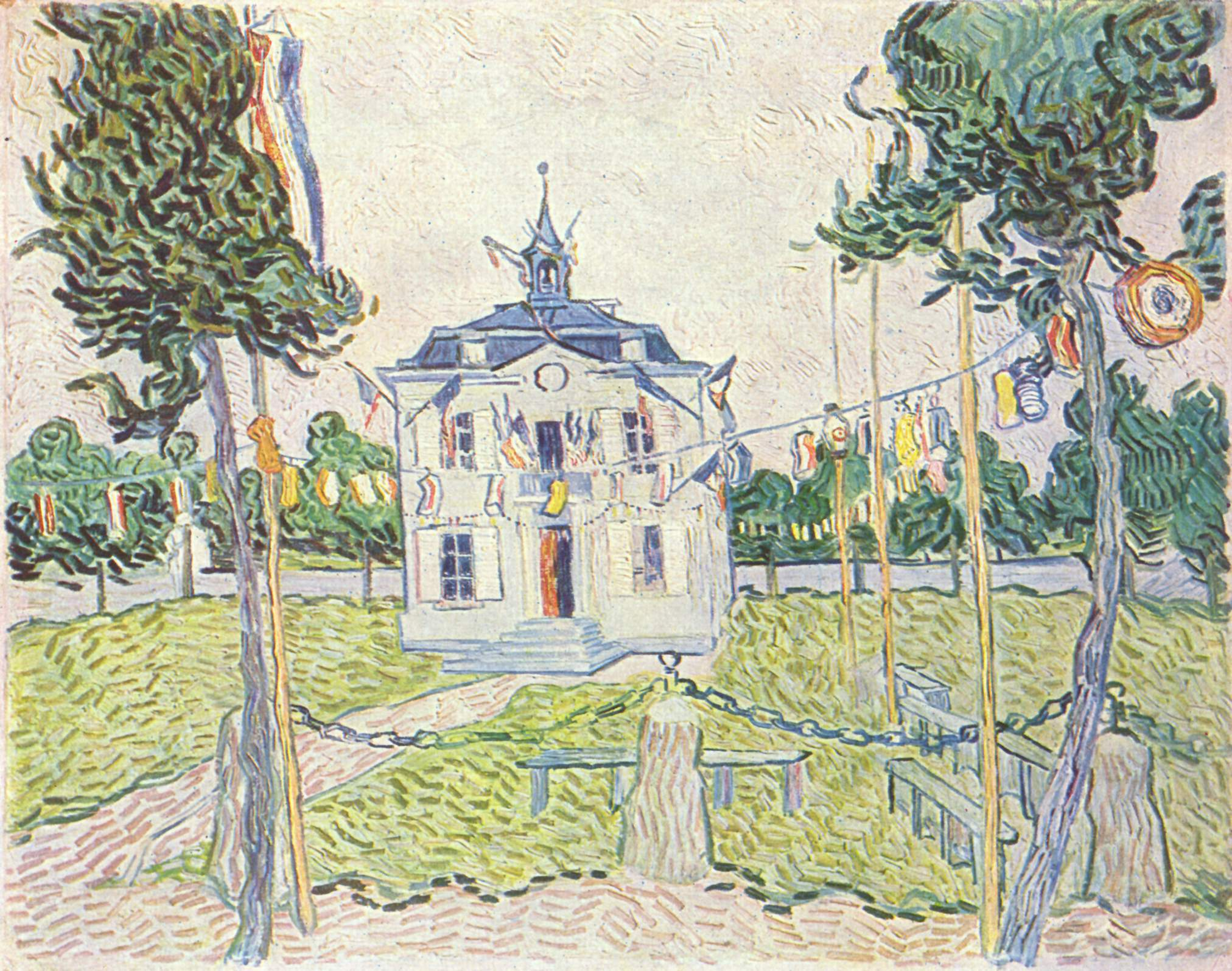
Van Gogh: Rathaus von Auvers
Das weiße Haus bei Nacht (Vincent van Gogh, 1890)

## Persönlichkeiten
- Philippe Delerm (* 1950), Schriftsteller
- Ludovic Beier (* 1978), Jazzmusiker

## Städtepartnerschaft
- Zundert (Niederlande), Geburtsstadt von Vincent Van Gogh